# Избори за одборнике Скупштине града Ниша 2024.
Избори за одборнике Скупштине града Ниша 2024. су се одржали 2. јуна 2024. и део су локалних избора у Србији, а одржани су истовремено са локалним изборима у другим општинама и градовима. На изборима ће учествовати 11 изборних листа.

## Изборне листе[1]
М — листа националне мањине
| Бр. | Назив | Назив                                                                                    | Први на листи       | Главна идеологија      | Политичка позиција     | Потписи | Напомена |
| --- | ----- | ---------------------------------------------------------------------------------------- | ------------------- | ---------------------- | ---------------------- | ------- | -------- |
| 1.  |       | - Александар Вучић — Ниш сутра - СНС, СПС, СДПС, ПС, ПУПС, СРС, ЈС, ССЗ                  | Драгослав Павловић  | популизам              | велики шатор           | 1.617   |          |
| 2.  |       | - Бирамо Ниш — Ђорђе Станковић - НПС, ДС, ЗЛФ, ПСГ                                       | Ђорђе Станковић     | антикорупција          | велики шатор           | 1.345   |          |
| 3.  |       | - Уједињени — НАДА за Ниш — Миодраг Станковић - НДСС, НМГ, Народна, СДС, ДЈБ, ДУР        | Миодраг Станковић   | анти-Охридски споразум | анти-Охридски споразум | 1.087   |          |
| 4.  |       | - Група грађана Др Драган Милић - ДДМ                                                    | Др Драган Милић     | децентрализација       | велики шатор           | 1.217   |          |
| 5.  |       | - Руска странка — Русија и Ниш у срцу! — Тихомир Перић - РС                              | Тихомир Перић       | мањинска права         | мањинска права         | 644     | М        |
| 6.  |       | - Бојан Аврамовић — Не дамо Ниш - НДН                                                    | Бојан Аврамовић     | либерализам            | центар                 | 1.255   |          |
| 7.  |       | - За наш Ниш — Петар Богићевић — Коалиција СНАГА - СЦГ, ГСГС, БГС                        | Петар Богићевић     | мањинска права         | мањинска права         | 595     | М        |
| 8.  |       | - Др Саво Манојловић — И ја сам Ниш — Крени–промени - КП                                 | Михајло Цветковић   | зелена политика        | центар                 | 1.180   |          |
| 9.  |       | - Уједињени за село и град — Будимо на чисто - ЗС                                        | Данијела Петровић   | мањинска права         | мањинска права         | 623     | М        |
| 10. |       | - Глас народа је снага народа - Б-ПС, Ветерани                                           | Никола Остојић      | мањинска права         | мањинска права         | 789     | М        |
| 11. |       | - Ниш, наш град — Бранислав Бане Јовановић — Ново лице Србије — Милош Парандиловић - НЛС | Бранислав Јовановић | конзервативизам        | десни центар           | 1.321   |          |

## Резултати
| Партија                       | Партија                       | Гласови | %      | Мандати |
| ----------------------------- | ----------------------------- | ------- | ------ | ------- |
|                               | Ниш сутра                     | 49.230  | 45,07  | 30      |
|                               | Др Драган Милић               | 27.211  | 24,91  | 16      |
|                               | Бирамо Ниш                    | 17.914  | 16,40  | 10      |
|                               | Крени-промени                 | 4.371   | 4,00   | 2       |
|                               | Уједињени — НАДА за Ниш       | 4.307   | 3,94   | 2       |
|                               | Ново лице Србије              | 2.239   | 2,05   | 0       |
|                               | Руска странка                 | 1.223   | 1,12   | 1       |
|                               | Не дамо Ниш                   | 796     | 0,73   | 0       |
|                               | Глас народа је снага народа   | 712     | 0,65   | 0       |
|                               | Зелена странка                | 637     | 0,58   | 0       |
|                               | Коалиција СНАГА               | 597     | 0,55   | 0       |
| Укупно                        | Укупно                        | 109.237 | 100,00 | 61      |
|                               |                               |         |        |         |
| Важећи гласови                | Важећи гласови                | 109.237 | 98,31  |         |
| Неважећи/празни гласови       | Неважећи/празни гласови       | 1.875   | 1,69   |         |
| Укупни гласови                | Укупни гласови                | 111.112 | 100,00 |         |
| Регистровани бирачи/излазност | Регистровани бирачи/излазност | 226.266 | 49,11% |         |
| Извор:                        |                               |         |        |         |

## Контроверзе
Градска изборна комисија алоцирала је 30 мандата Српској напредној странци и 1 мандат Руској странци. Руска странка је на локалне изборе у Нишу изашла као мањинска странка, иако у Нишу не постоји регистрована Руска мањина, а представник Руске странке у нишком Парламенту је Србин. Како се за Руску странку примењивао мањински цензус, она је ушла у Парламент са само 1223 гласа грађана.
Заједно са Српском напредном странком имали су укупно 50.453 гласа на изборима. Опозиционе странке које су прешле редовни цензус од 3% (Др Драган Милић, Бирамо Ниш, Крени-промени и Уједињени - НАДА за Ниш) у збиру су имале 53.803 гласа грађана, што је за 3.350 гласова више него што је освојила Власт.
Ипак, Виши суд у Нишу и Градска изборна комисија одбили су све жалбе које су представници опозиције упутили и закључили да је алокација мандата финална, што је довело до прекрајања изборне воље грађана и доделило Власт веома крхкој већини Српске напредне странке (30 посланика + 1 подршка од 61 посланика (31/61)).
Након више од два месеца чекања и након маратонске седнице од 19 сати, Ниш је добио градоначелника из редова Српске напредне странке, супротно вољи грађана Ниша.
Још од првих вишестраначких избора у Југославији (односно СР Србији) Ниш је важио за опозициони град - власт Социјалистичке партије Србије (потоњег Савеза комуниста) прво је пала управо у Нишу.
Током Студентских протеста против корупције у Србији на Ниш се обраћа посебна пажња, имајући у виду да је управо ту СНС власт најомраженија и најизгледније је да ће прво бити ослобођен Ниш.